# Phạm Thị Thu Hồ
Phạm Thị Thu Hồ (sinh 6 tháng 11 năm 1941 tại Yên Tiến, Ý Yên, Nam Định) là bác sĩ người Việt Nam. Bà tốt nghiệp Bác sĩ Y khoa năm 1966 tại Trường Đại học Y Hà Nội , được tăng danh hiệu nhà giáo nhân dân của Việt Nam năm 2002. Công tác chính của bà là giảng viên bộ môn nội trường Đại học Y Hà nội, nguyên trưởng khoa tiêu hóa Bệnh viện Bạch Mai.

## Công tác hiện nay
Bà hiện là chủ tịch Hội tiêu hóa (Hà Nội), nguyên phó chủ tịch hội khoa học Tiêu hóa Việt Nam và cộng tác khám chữa bệnh tại Khoa khám bệnh theo yêu cầu bệnh viện Bạch Mai  và Bệnh viên Đại học Y Hà nội.

## Chức danh
- Tiến sĩ Y Khoa năm 1980 tại Viện Tiêu hóa Trung ương Matxcova (Liên Xô cũ).
- Phó Giáo sư năm 1991.
- Nhà giáo nhân dân năm 2002.
- Giảng viên bộ môn nội trường Đại học Y Hà nội từ 1966 đến 2007.
- Trưởng khoa tiêu hóa bệnh viện Bạch Mai từ 2002 đến 2007.